# Xã Banner, Quận Ashley, Arkansas
Xã Banner (tiếng Anh: Banner Township) là một xã thuộc quận Ashley, tiểu bang Arkansas, Hoa Kỳ. Năm 2010, dân số của xã này là 158 người.